# Marchantiaceae
Marchantiaceae es una familia de  Marchantiophytas en el orden de Marchantiales. Comprende 2 géneros aceptados y uno pendiente con 104 especies descritas y de estas, solo 50 aceptadas.

## Taxonomía
La familia fue descrita por John Lindley y publicado en A Natural System of Botany 412. 1836.

## Géneros
- Marchantia
- Marchantiopsis
- Marchasta  (Pendiente)